# Gouinia latifolia
Gouinia latifolia là một loài thực vật có hoa trong họ Hòa thảo. Loài này được (Griseb.) Vasey mô tả khoa học đầu tiên năm 1895.